# Historia del uniforme del Foot Ball Club Melgar
La indumentaria del club para la presente temporada es confeccionada por la marca deportiva Walon Sport.
Para la temporada 2025, estos son los colores usados en el uniforme:
- Uniforme titular: camiseta roja y negra tradicional, short negro y medias negras.
- Uniforme alternativo: camiseta amarilla con acabados rojo y negro, short blanco y medias blancas.

| Titular 2025 | Alternativo 2025 |

## Uniforme titular
| 1915-1991 | 1992-1993 | 2002 | 2003-2004 | 2004-2005 | 2006 | 2007 | 2008-2009 | 2010 | 2011 |

| 2012 | 2013 | 2014 | 2015 | 2015 | 2016 | 2017 | 2018 | 2019 | 2020 |

| 2021 | 2022 | 2022 | 2023 | 2024 | 2025 |

## Uniforme suplente
| 1996 | 2010 | 2011 | 2012 | 2013 | 2014-2015 | 2016 | 2017 | 2018 | 2019 |

| 2020 | 2021 | 2022 | 2022 | 2023 | 2024 | 2025 |

## Uniforme alternativo
| 2002 | 2012 | 2014-2015 | 2016 | 2017 | 2017 | 2018 | 2019 | 2020 | 2021 |

| 2021 | 2022 | 2023 | 2024 | 2025 |

## Proveedores y patrocinadores
| Período           | Proveedor | Logotipo |
| ----------------- | --------- | -------- |
| 1987 - 1991       | Adidas    |          |
| 1992              | Polmer    |          |
| 1993              | Pony      |          |
| 1994 - 1995       | Panter's  |          |
| 1996 - 1997       | Loma's    |          |
| 1998              | Walon     |          |
| 1999 - 2005       | Loma's    |          |
| 2006              | Lotto     |          |
| 2007              | Calvo     |          |
| 2008              | Optimus   |          |
| 2009              | Mitre     |          |
| 2010 - 2011       | Joma      |          |
| 2012 - 2013       | Marathon  |          |
| 2014 - 2015       | Joma      |          |
| 2016 - Actualidad | Walon     |          |

| Periodo   | Patrocinador                                                                         | Logotipo |
| --------- | ------------------------------------------------------------------------------------ | -------- |
| 1981      | Coca-Cola                                                                            |          |
| 1983-1984 | Finsur                                                                               |          |
| 1985      | Mutual Arequipa                                                                      |          |
| 1986      | Banco del Sur del Perú                                                               |          |
| 1987      | Oversa                                                                               |          |
| 1988      | Andinas                                                                              |          |
| 1989      | Volcán                                                                               |          |
| 1990-1992 | Volvo                                                                                |          |
| 1993-2001 | Cerveza Arequipeña                                                                   |          |
| 2002      | Leche Gloria                                                                         |          |
| 2003-2005 | Cerveza Arequipeña                                                                   |          |
| 2006-2007 | Cerveza Arequipeña LAN                                                               |          |
| 2008      | Cerveza Arequipeña LAN Volkswagen                                                    |          |
| 2009      | Cerveza Arequipeña Universidad Alas Peruanas Diario Correo                           |          |
| 2010      | Cerveza Arequipeña Mall Aventura Plaza Arequipa Universidad Alas Peruanas Volkswagen |          |
| 2011      | Cerveza Arequipeña Mahindra                                                          |          |
| 2012      | Cerveza Arequipeña Kola Real                                                         |          |
| 2013      | Cerveza Arequipeña Sodimac LAN                                                       |          |
| 2014      | Sodimac                                                                              |          |
| 2015      | Caja Arequipa                                                                        |          |
| 2016      | Caja Arequipa Sporade Sodimac                                                        |          |
| 2017      | Caja Arequipa I-Run Suave Generade Kia Motors                                        |          |
| 2018      | Movistar Perú Generade                                                               |          |
| 2019      | Movistar Perú Caja Arequipa Lavaggi Generade Británico Gillette                      |          |
| 2020      | Caja Arequipa Gillette Generade Solbet                                               |          |
| 2021      | Gillette Generade Solbet Milo Mall Aventura Arequipa                                 |          |
| 2022      | BetCRIS Saint-Gobain Mall Aventura Arequipa                                          |          |
| 2023      | Betano Sporade Mall Aventura Arequipa Ricocan                                        |          |
| 2024      | Betano Sporade Mall Aventura Arequipa Ricocan Saint-Gobain WOW Perú                  |          |
| 2025      | Stake Sporade Mall Aventura Arequipa Ricocan Saint-Gobain WOW Perú DFSK              |          |

### Auspiciadores
El club a lo largo de sus años fue auspiciado por diversas marcas de Arequipa, del Perú e internacionales como la compañía Coca Cola en los años 1980 y la transnacional Volkswagen y peruanas como Leche Gloria. Al club se le ha caracterizado siempre el auspicio de Cerveza Arequipeña de la firma Backus, desde los años 1990, lo cual es característico en la camiseta del club el logo de dicha cerveza.

### Frase
El club en los últimos años, luego del cambio de directiva se abrió el registro de nuevos socios para poder contar con una mayor afición. Entre las iniciativas se destaca la frase Melgar es Arequipa, Arequipa es Melgar que se utiliza actualmente.
A partir del 2013, ya con las Administraciones Temporales, se cambia la frase representativa a Orgullo Arequipeño 1915 y Rumbo al Centenario ambas apuntando al año 2015 en que el club cumplió 100 años de fundación.